# O Chifrudo
O Chifrudo é uma peça teatral em dois atos escrita por Miguel M. Abrahão em 1978 e publicada, pela primeira vez, em 2009 no Brasil.

## Sinopse
O Chifrudo, - uma peça teatral que exige atores com grande experiência e versatilidade -, deu oportunidade ao autor, Miguel M. Abrahão, de reavaliar, ao seu modo, um dos temas mais comuns e conhecidos da literatura universal: o triângulo amoroso. A história não está voltada para o conteúdo melodramático como seria de se prever. Antes de tudo é uma crítica ácida e delirante ao consumismo. Dayse, a mulher, é apresentada ao público como consumidora e objeto de consumo, assim como Hermes, o marido, o amante - Dondoco - e as duas vizinhas com perfis completamente diferentes. Com final surpreendente e original, a peça sempre cativou platéias do país e deu ótimas oportunidades a atores em busca de papéis que permitam o verdadeiro exercício teatral e não o riso fácil e óbvio do humor moderno.. Em uma das  montagens brasileiras desta peça, o elenco trazia, entre outros, a atriz Iara Cortes e a atriz Lícia Magna .